# Eisenbahnunfall von Martorell
Bei dem Eisenbahnunfall von Martorell stießen am 25. September 1938 bei Martorell in Katalonien zwei Züge frontal zusammen. Etwa 65 Menschen starben dabei.

## Ausgangslage
Ende September 1938 hatte sich die Ebroschlacht des Spanischen Bürgerkriegs zugunsten der Faschisten gewendet und die Truppen der Republikaner befanden sich auf dem Rückzug. Ein Güterzug war von Sant Vicenç de Calders nach Barcelona unterwegs, voll besetzt mit Soldaten der republikanischen Armee auf dem Rückzug und Zivilisten, die vor den Truppen Francisco Francos flohen. In der Gegenrichtung war ein Personenzug von Barcelona unterwegs.

## Unfallhergang
Grund für den Unfall war ein fehlerhaft arbeitendes Signalsystem und eine unübersichtliche Kurve hinter der Ausfahrt des Bahnhofs Martorell und der Brücke über den Llobregat, in der die beiden Züge gegen 20:30 Uhr frontal kollidierten.

## Folgen
65 Menschen starben und über 200 wurden  verletzt. Die Rettungsarbeiten gestalteten sich schwierig, da der Bahnhof von Martorell kriegsbedingt ohne Elektrizität und somit unbeleuchtet war und zum Abtransport der Verletzten keine geeigneten Fahrzeuge zur Verfügung standen.
Aufgrund der militärisch prekären Situation unterdrückte die Zensur der republikanischen Regierung alle Nachrichten zu dem Unfall, so dass darüber nur im Ausland einige Meldungen erschienen. Einzig einige Todesanzeigen in Zeitungen nahmen indirekt auf den Unfall Bezug.